# Nachrichtenagentur Algeriens
Die Nachrichtenagentur Algeriens (arabisch وكالة الأنباء الجزائرية, DMG Wakālat al-anbāʾ al-ǧazāʾirīa; berberisch Tanegga n Yisalan n Lezzayer/ⵜⴰⵏⴻⴳⴳⴰ ⵏ ⵢⵉⵙⴰⵍⴰⵏ ⵏ ⵍⴻⵣⵣⴰⵢⴻⵔ/تانڨّا ن ييسالان ن لزّاير; französisch Algérie Presse Service; englisch Algeria Press Service; kurz APS) ist die staatliche Nachrichtenagentur von Algerien. Sie hat ihren Hauptsitz in der Landeshauptstadt Algier.
APS wurde am 1. Dezember 1961 gegründet, nachdem Algerien im Zuge der Dekolonialisierung (siehe auch Dekolonisation Afrikas) nach dem Ende des Algerienkrieges unabhängig geworden war. Seit 1963 beliefert APS regelmäßig die großen Nachrichtenagenturen der Welt. 1998 startete APS seine Website.
APS hat in Algerien vier Regionalbüros:
- Constantine („Ost“) für die Provinzen Constantine, Batna, Annaba, Skikda, Jijel, Oum El Bouaghi, Tebessa, Souk Ahras, El Tarf, Mila, Khenchela, Biskra, Guelma, Setif, M’Sila und Bordj Bou Arreridj
- Oran („West“) für die Provinzen Oran, Tlemcen, Saida, Sidi Bel Abbès, Mostaganem, Tiaret, Tissemsilt, Ain Temouchent, Relizane, Muaskar und Chlef
- Ouargla („Süd“) für die Provinzen Ouargla, Adrar, Tamanrasset, Illizi, Tindouf, Naama, Laghouat, Bechar, Ghardaia, El Oued und El Bayadh
- Blida („zentral“) für die Provinzen Blida, Tipasa, Boumerdes, Tizi Ouzou, Bejaia, Bouira, Djelfa, Ain Defla und Medea.

Im Ausland hat APS 12 Repräsentanzen: Washington, Moskau, Paris, London, Brüssel, Rom, Madrid, Kairo, Rabat, Tunis, Amman und Dakar.